# Cyphochilus
Cyphochilus (лат.) — род жуков-хрущей из семейства пластинчатоусых.
Встречаются в Юго-Восточной Азии.

## Описание
Жуки-хрущи средних размеров (длина тела около 2 см). Усики 10-члениковые с 3-члениковой булавой. Следующая комбинация признаков отличает Cyphochilus от других родственных родов Melolonthinae: надкрылья с равномерно распределенными чешуйками; вершинный членик максиллярных щупиков узкий и длинный, без вздутий и выемок на наружной поверхности; верхняя губа сильно асимметрична; боковой край переднегруди правильно изогнут; коготки длинные и с большим основанием; параметры сильно асимметричны. Тело с покровами от коричневого до полностью чёрного; верхняя поверхность тела покрыта чешуей, не образующей ни белых пятен, ни полос; пигидий и брюшко без металлического отблеска.
Белизна чешуек вызвана тонкой неупорядоченной фотонной структурой (≈7 мкм), которая рассеивает свет всех длин волн с одинаковой эффективностью, что приводит к белому окрашиванию. Это особенно интересно, поскольку экзоскелет жука под чешуёй чёрный, а это означает, что процессы рассеяния должны быть очень эффективными, чтобы достичь такой высокой непрозрачности.
Белые чешуйки состоят из склеротина, модифицированной формы полимера хитина, и они белее, чем бумага или любой искусственный материал, произведенный до сих пор. Благодаря анизотропии в пространственной архитектуре волокон, обеспечивающей высокую эффективность упаковки и предотвращающей оптическую скученность, средний свободный путь рассеяния у них короче, чем у любого природного материала.

## Экология
Считается, что жуки приобрели белую окраску, чтобы маскироваться среди белых грибов. Толщина хитиновых нитей всего несколько микрометров, что намного тоньше очень тонкого листа бумаги. Элементы плотно упакованы, эффективно рассеивают свет, но все же способны сохранять определенную степень беспорядка в своей форме. Было показано, как эта стратегия эволюционно оптимизируется для получения яркой белизны, несмотря на низкий показатель преломления склеротина.

## Классификация
Род включает около 50 видов.
- Cyphochilus apicalis Waterhouse, 1867 (Китай)
- Cyphochilus backy Sabatinelli, 2020
- Cyphochilus candidus (Olivier, 1789)typus
- Cyphochilus carinchebanus Brenske, 1903 (Мьянма)
- Cyphochilus costulatus H.W. Bates, 1891 (Китай)
- Cyphochilus cratacea (Nijima & Kinoshita, 1923)
- Cyphochilus cylindricus Brenske, 1903
- Cyphochilus dongkinh Sabatinelli, 2020
- Cyphochilus elongatus Brenske, 1894 (Китай)
- Cyphochilus farinosus Waterhouse, 1867
- Cyphochilus feae Brenske, 1903 (Мьянма)
- Cyphochilus flavomarginatus Frey, 1971
- Cyphochilus gandhii Sabatinelli, 2020 (Индия)
- Cyphochilus genevievae Sabatinelli, 2020
- Cyphochilus hainanensis Zhao, 2021 (остров Хайнань, Китай)
- Cyphochilus hmong Sabatinelli, 2020 (Лаос)
- Cyphochilus insulanus Moser, 1918 (Тайвань)
- Cyphochilus latus Arrow, 1941 (Мьянма)
- Cyphochilus leducthoi Sabatinelli, 2020 (Вьетнам)
- Cyphochilus linpinchaoi Zhao, 2021 (остров Хайнань, Китай)
- Cyphochilus lixunae Zhao, 2021 (остров Хайнань, Китай)
- Cyphochilus manipurensis Nonfried, 1893 (Индия)
- Cyphochilus marginalis Fairmaire, 1902 (Китай)
- Cyphochilus niveosquamosus (Blanchard, 1851)
- Cyphochilus oberthuri Brenske, 1903 (Tamil Nadu, Индия)
- Cyphochilus obscurus Sharp, 1876 (Лаос, Таиланд)
- Cyphochilus ochraceus Moser, 1915 (Китай)
- Cyphochilus orbachi Sabatinelli, 2020 (Вьетнам)
- Cyphochilus peninsularis Arrow, 1938 (Таиланд)
- Cyphochilus podicalis Moser, 1908 (Вьетнам)
- Cyphochilus proximus Sharp, 1876 (Мьянма)
- Cyphochilus pseudopodicalis Zhao, 2021 (остров Хайнань, Китай)
- Cyphochilus pygidialis Nonfried, 1893
- Cyphochilus qiujianyueae Zhao, 2021 (остров Хайнань, Китай)
- Cyphochilus reichenbachi Sabatinelli, 2020 (Вьетнам)
- Cyphochilus rohingyae Sabatinelli, 2020 (Западная Малайзия)
- Cyphochilus sansuukyii Sabatinelli, 2020 (Мьянма)
- Cyphochilus satyarthii Sabatinelli, 2020 (Сикким, Западный Бенгал)
- Cyphochilus tenzingyatsoi Sabatinelli, 2020 (Тибет, Китай)
- Cyphochilus testaceipes Fairmaire, 1902
- Cyphochilus tonkinensis Brenske, 1903 (Вьетнам)
- Cyphochilus tricolor Waterhouse, 1867
- Cyphochilus unidentatus Nomura, 1977 (Тайвань)
- Cyphochilus ventriglaber Brenske, 1903 (Вьетнам)
- Cyphochilus ventritectus Brenske, 1903 (Вьетнам)
- Cyphochilus vestitus Sharp, 1876
- Cyphochilus waterhousei Brenske, 1903 (южная Индия)
- Cyphochilus zuercheri Sabatinelli, 2020 (Мьянма, Таиланд)